# 日本の森を育てる木づかい円卓会議
日本の森を育てる木づかい円卓会議（にほんのもりをそだてるきづかいえんたくかいぎ）とは、日本木材学会が主催する国産材の持続的な利活用に向けて理念の構築と消費者や企業への呼びかけを図るための会議。2004年（平成16年）4月19日発足。

2004年（平成16年）11月15日に提言書「木づかいのススメ」を公表。その提言は平成16年度森林・林業白書にも反映された。

## 委員
- 川井秀一（議長）
- 安藤直人
- 寺西俊一
- 箕輪光博
- 大戸武元
- 庄司幹雄
- 中津正彦
- 山﨑勝彦
- 渡邉浩之
- 阿川佐和子
- 秋庭悦子
- 岡島成行
- 早野透
- 横山隆一

## 提言書要旨

### 木づかい円卓会議の提言5つのポイント　～もっとやってみよう～
1. 国産材製品を使うと、日本の森林は元気になる。もっと使ってみよう。
～まずはカートカンとプランターカバーから
2. 国や地方自治体は、もっと本気になって国産材利用を実践しよう。
～まずは徹底的な国産材利用と積極的な情報発信から
3. 企業は、国産材を使おうともっと真剣に考えよう。
～まずは紙製品の見直しとオフィスへの木製品の導入から
4. 国産材を積極的に使うことについて、NGOや消費者団体はお互いにもっと協力し合おう。
～まずは環境に配慮した買物と学校での木材教育から
5. そして、家族で一緒にもっと国産材に触れよう。
～まずは日曜大工や子供の木工作から